# Clyde Bergemann
Die Clyde Bergemann Power Group ist ein international tätiger Unternehmensverbund, dessen Kern die Clyde Bergemann GmbH mit Sitz in Wesel am Niederrhein ist. Clyde Bergemann ist auf technische Systeme im Energiebereich spezialisiert.

## Kerndaten und Unternehmensgliederung
Für das Geschäftsjahr 2014/15 konnte die Gruppe Clyde Bergemann einen Umsatz von 537 Millionen Euro erzielen und hatte etwa 1.700 Mitarbeiter. 2005 hatte der Umsatz noch bei rund 200 Millionen Euro und die Mitarbeiterzahl bei etwa 1.000 gelegen.
2016 hatte die Clyde Bergemann GmbH als Kernunternehmen am Standort Wesel rund 200 Mitarbeiter. Davon sind 120 im Ortsteil Fusternberg in einem 6000 Quadratmeter großen Werk tätig. Dieses liegt in direkter Nähe der Lippe und des Alten Wasserwerks Wesel. Die übrigen Weseler Mitarbeiter arbeiten in einem 2010 eingerichteten Werk an der Emmelsumer Straße im Ortsteil Lippedorf. Weltweit war Clyde Bergemann 2010 an 17 Produktionsstandorten tätig.

## Tätigkeitsfelder
Clyde Bergemann ist auf die Reinigung verschiedener Kraftwerksanlagen spezialisiert. Das Unternehmen stellt dafür Produkte her und bietet Dienstleistungen in diesen Bereichen an. Die Erzeugnisse des Unternehmens kommen unter anderem in Kraftwerken, petrochemischen Anlagen, der Zement- und Mineralindustrie und in Schiffskesseln zum Einsatz. Zu den Produkten zählen zum Beispiel Rußbläser, verschiedene Filtersysteme und computergesteuerte Sonden. Im Rahmen von Kundendienst und Projektmanagement erbringt das Unternehmen auch Dienstleistungen.

## Geschichte
Das Unternehmen ging 1996 aus der Fusion der Firmen Clyde und Bergemann hervor. Das heutige Kernunternehmen am Standort Wesel begann 1948 als Einzelunternehmung mit dem Namen Hans Bergemann Wärmetechnik. Sie war am immer noch genutzten Standort in Fusternberg an der Lippe angesiedelt. Zwischen 1988 und 1996 wurden zwei Unternehmen aus den USA übernommen und in Estland, Russland und Ungarn jeweils eigene Tochterunternehmen gegründet, sodass die Bergemann-Gruppe entstand. Clyde war ein 1924 gegründetes schottisches Familienunternehmen aus Glasgow, das in den 1990er Jahren ebenfalls expandierte und 1996 die Bergemann-Gruppe übernahm, sodass Clyde Bergemann entstand. Seitdem kam es zur Gründung einer Vielzahl weiterer Tochterunternehmen auf mehreren Kontinenten. Geführt wird die Unternehmensgruppe vom früheren Ausgangspunkt des Bergemann-Unternehmens an der Straße Schillwiese in Wesel-Fusternberg.